# Quechee State Park

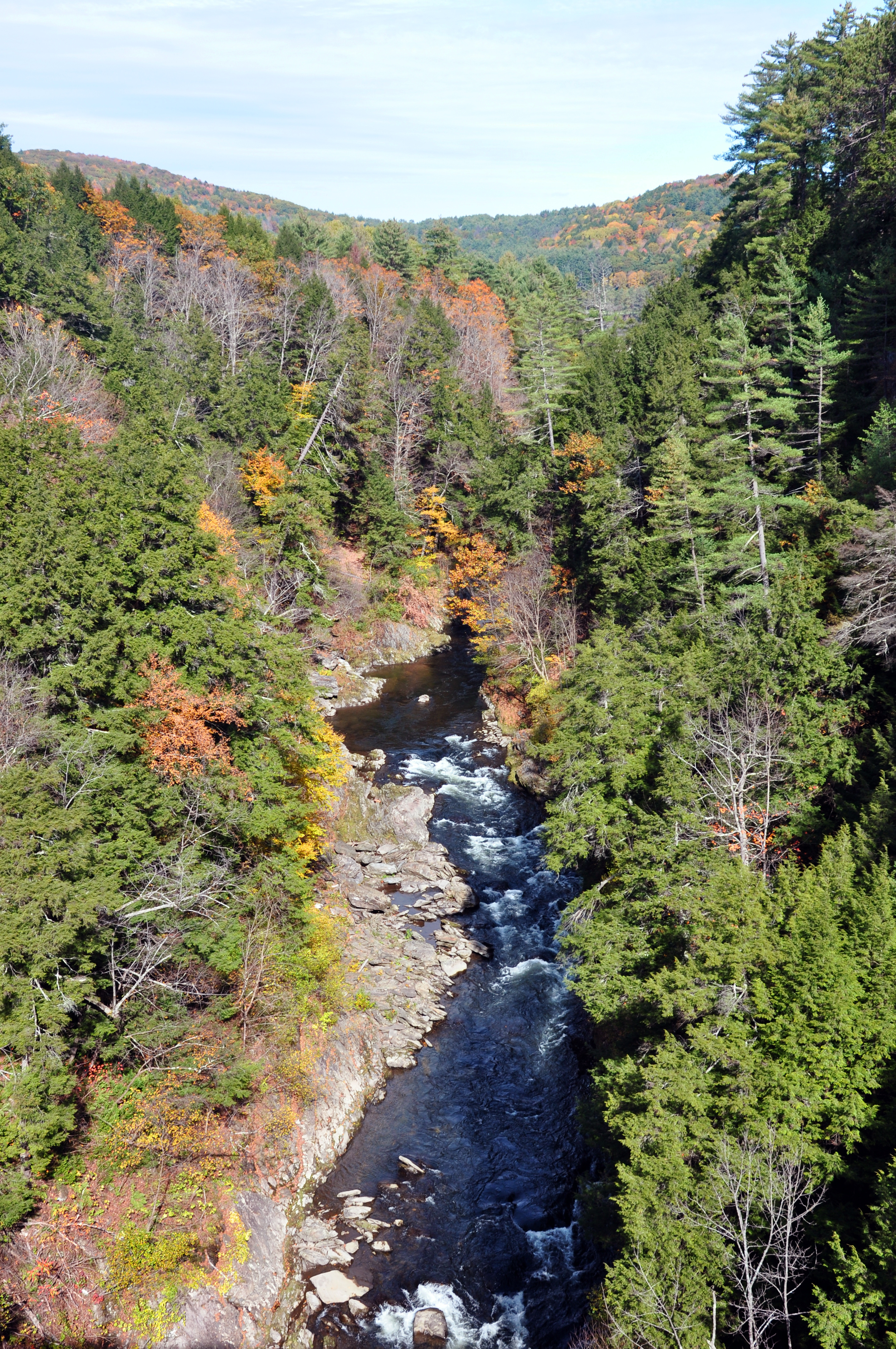
Quechee Gorge

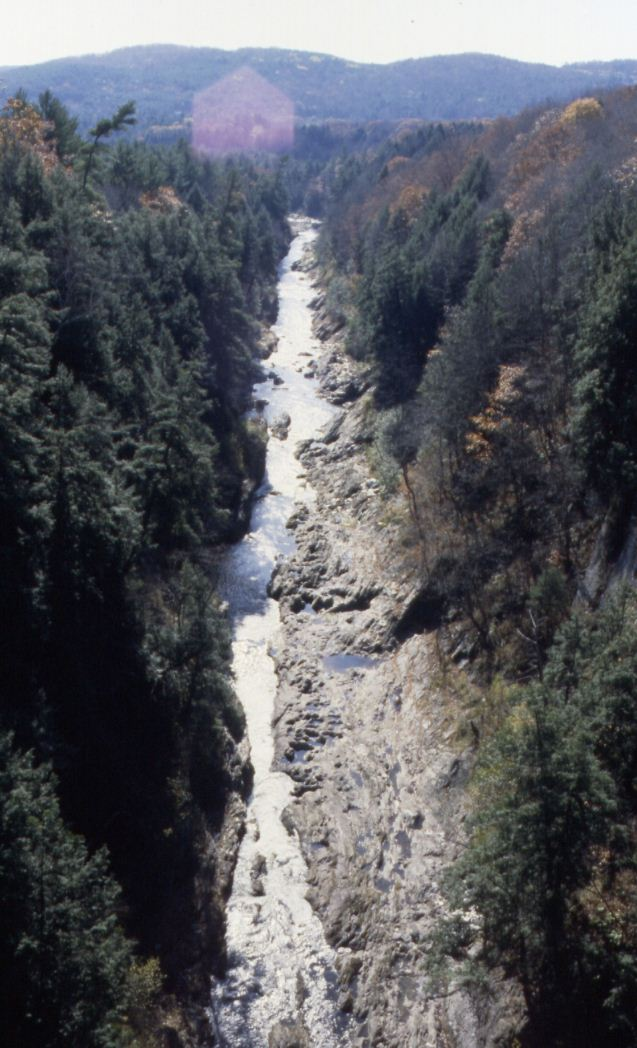
Quechee Gorge – Blick von der Brücke

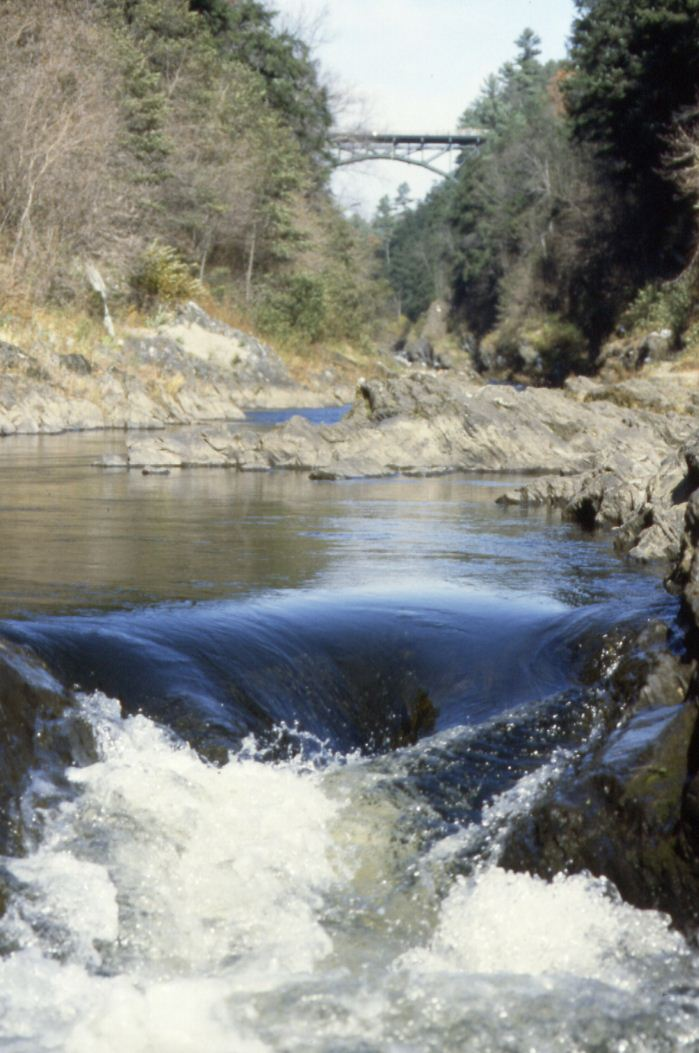
Quechee Gorge – im Hintergrund die Brücke

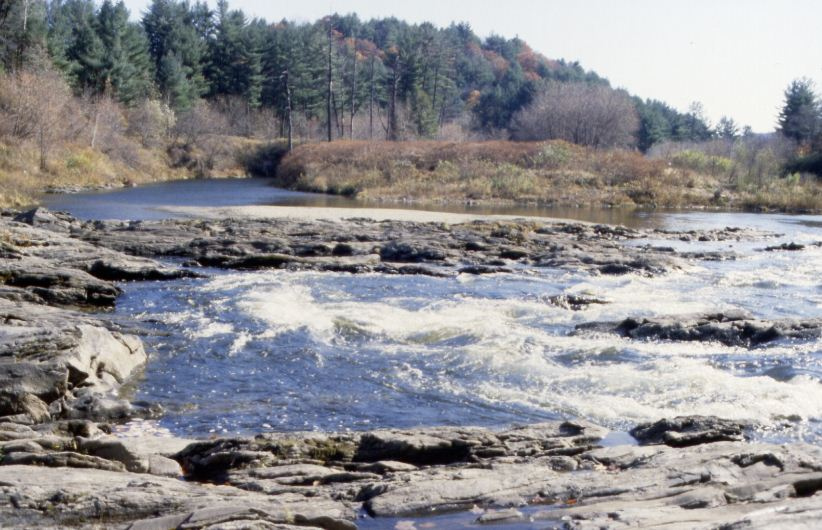
Quechee Gorge

Quechee State Park ist ein State Park im US-Bundesstaat Vermont.
Er liegt am U.S. Highway 4 und ist daher leicht erreichbar.
Hauptattraktion des Parks ist die Quechee Gorge, eine Schlucht des Ottauquechee River, einem Nebenfluss des Connecticut River.
Die 50 m hohe Brücke des Highways, die Quechee Gorge Bridge, überspannt das Tal und bietet einen beliebten Aussichtspunkt auf die darunter gelegene Schlucht.
Die Quechee Gorge stellt die tiefste Schlucht in Vermont dar, sie entstand vor etwa 13 000 Jahren durch Gletscheraktivitäten.
Der State Park bietet Picknick- und Campingmöglichkeiten.